# 李庄武庙
李庄武庙，又名关帝庙，位于山西省长治市潞城区黄牛蹄乡李庄村，建于元至大二年（1309年），坐东朝西，前后两进，包括山门（戏台）、鼓楼（舞楼）、香亭、大殿，以及南北两侧的妆楼、廊房、耳房。占地面积1254平方米。戏台面宽五间，进深四椽，悬山顶。大殿为元代建筑。1958年占用为乡政府、供销社、仓库。2013年修缮，恢复原貌。
2013年3月5日，李庄武庙公布为第七批全国重点文物保护单位。